# 枪术

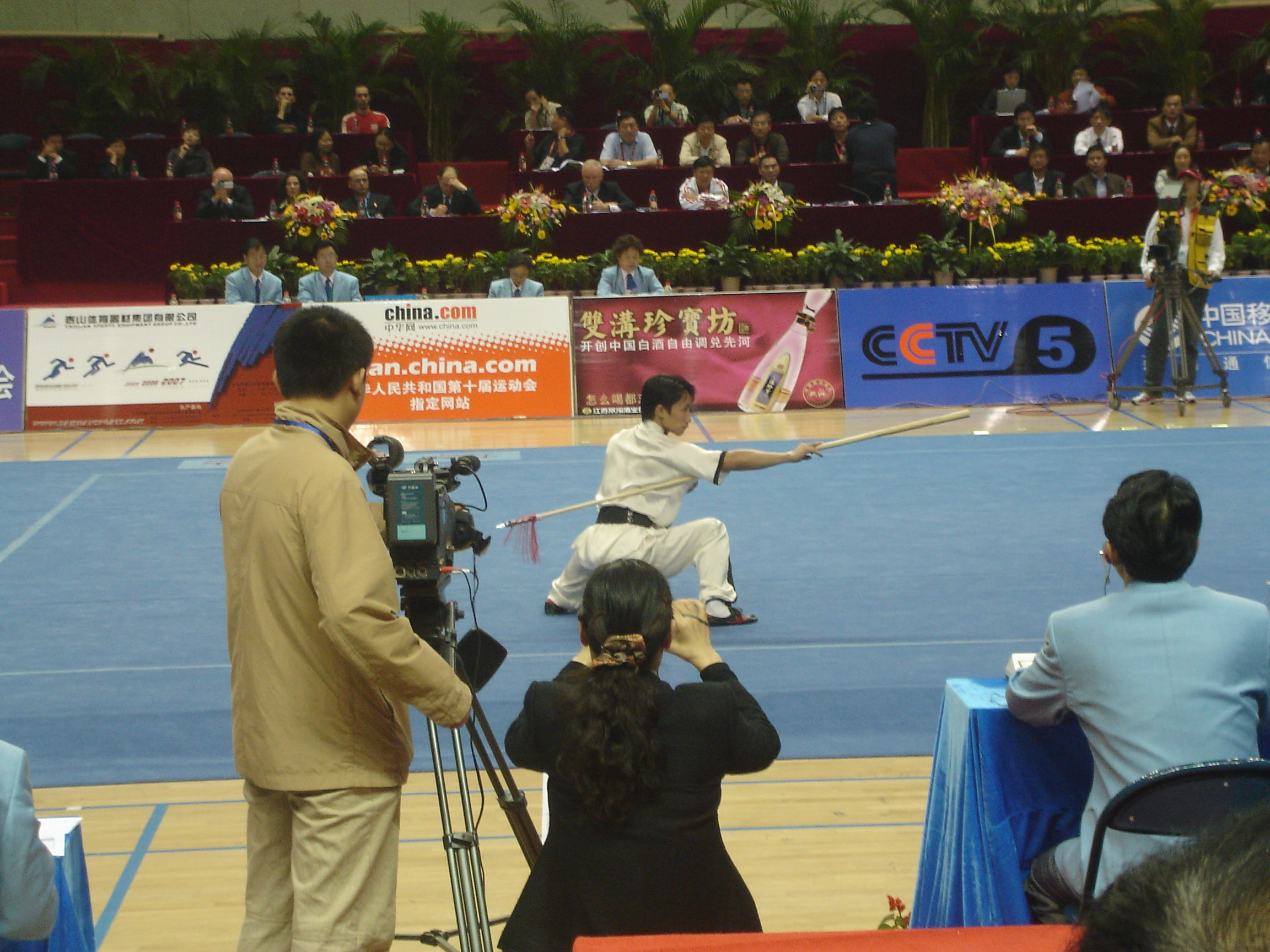
中华人民共和国第十届运动会上的枪术表演

枪术或枪法是指用冷兵器中的枪进行格斗的使用方法。

## 中國槍術

### 武术中的枪法
中国武术中的枪法非常多，枪也被称为「百兵之王」。枪法主要以扎法为基本，随以拦、拿，有道是「棍打一大片，槍札一條線」。
此外，各种枪法有还有不同的技巧。例如杨家枪有“八母”之说，即拿、拉、颠、捉、撸、缠、拦、还；罗家枪则有压、打、砸、拿、滑、挑、崩、撑、攉、扎十法；岳家枪则讲劈、抱、砸、创、抽、拦六法。正是各家这些不同的枪法，构成了各家具有鲜明特色的套路。而从这些基本的方法上，又产生出各种变化。不過總的來說，各家槍法大都遵循握把不露把的守則。
精妙的枪法非常不容易掌握，需要经过刻苦的练习才能练得好。武术中有“月棍、年刀、一辈子枪”的说法。

#### 形式
陰把槍
是槍術運動形式的一種，泛指兩虎口相對、手心向下握持槍桿進行演練的各種技術，以及由這類技法所組合的套路。

### 战场上的枪法
枪是最早出现在战场上的兵器之一，战场上的枪法不同于武术中的枪法复杂，非常简单。

## 其他槍術
- 刺槍術
- 薙刀術